# Bart Maddens
Bart Maddens (22 november 1963) is een Vlaamsgezind hoogleraar en politicoloog aan de faculteit Sociale wetenschappen van de KU Leuven.
Hij doctoreerde aan dezelfde universiteit en maakt er deel uit van het KU Leuven Instituut voor de Overheid. Hij doceert er onder meer het opleidingsonderdeel Politieke partijen. Hij publiceerde over het Belgische kiesstelsel, de financiering van de politieke partijen in België en over nationalistische bewegingen en partijen in Europa.
Hij was eerder secretaris van het Centrum voor Staatshervorming van het Vlaams Parlement. Hij is lid van de Gravensteengroep, die academici, publicisten en dergelijke samenbrengt rond meer autonomie voor Vlaanderen. Over dat onderwerp publiceert hij regelmatig vrije tribunes in De Standaard, De Morgen, Doorbraak en De Tijd.
Op 3 maart 2009 publiceerde hij in De Standaard een vrije tribune onder de titel "On n'est demandeur de rien". Daarin schoof hij een communautaire strategie naar voren die kortweg stelt dat de Vlaamse partijen niet langer een nieuwe stap in de staatshervorming moeten vragen, maar moeten wachten tot de Franstalige partijen daarvoor vragende partij zijn. Vroeg of laat heeft de Federale regering van België, het Brussels Hoofdstedelijk Gewest of Wallonië geld nodig, denkt hij. Op dat moment kunnen Vlaamse politici weigeren, zoals Franstalige politici dat eerder deden. Dit net zo lang totdat Vlaamse partijen, in ruil voor geld, een duidelijke vooruitgang kunnen boeken in de staatshervorming. Deze strategie wordt de Maddens-doctrine of Maddens-strategie genoemd. Tien jaar later stelt Maddens vast dat er geen meerderheid van de Vlaamse bevolking voorstander is van onafhankelijkheid noch confederalisme; Maddens roept dan de partijen N-VA en Vlaams Belang op om de middelen die ze van de overheid krijgen (18 miljoen euro jaarlijkse dotatie en 210 parlementaire medewerkers) in te zetten om het einde van België te bewerkstelligen.

## Publicaties
- Publicatieoverzicht Bart Maddens - Lirias KU Leuven
- Bart Maddens, Kiesgedrag en partijstrategie (Departement Politieke Wetenschappen, Afdeling Politologie, KU Leuven, 1994)
- Bart Maddens, Drie nieuwe parlementen: Praktische gids voor kiezers en kandidaten (Davidsfonds, 1995)
- Karolien Weekers & Bart Maddens, Het geld van de partijen (Acco, 2009)
- Wilfried Swenden & Bart Maddens, Territorial Party Politics in Western Europe (Palgrave-Macmillan, 2009)
- Bart Maddens, Omfloerst separatisme? Van de vijf resoluties tot de Maddens-strategie (Pelckmans, 2009)
- Bart Maddens, Gert-Jan Put & Jef Smulders, Het DNA van de kandidaten: Een doorlichting van de kandidaten voor de Kamerverkiezingen van 1987 tot 2010 (Acco, 2014)
- Bart Maddens, Jef Smulders & Wouter Wolfs, De prijs van Politiek: Over de portefeuille van de partijen (Lannoo, 2019)